# Cầu lông tại Đại hội Thể thao Bán đảo Đông Nam Á 1973
Cầu lông tại Đại hội Thể thao Bán đảo Đông Nam Á năm 1973 được tổ chức tại Singapore Badminton Hall, Singapore từ ngày 2 đến 5 tháng 9 năm 1973. Đây là một trong những môn thể thao trọng điểm tại đại hội.  Các nội dung thi đấu bao gồm đơn nam, đơn nữ, đôi nam, đôi nữ và đôi nam nữ, cùng với nội dung đồng đội nam và nữ. 
Tại kỳ đại hội này, Thái Lan và Malaysia tiếp tục thể hiện thế mạnh truyền thống ở môn cầu lông, khi tất cả các các trận chung kết đều là cuộc so tài giữa 2 đoàn thể thao này. Malaysia giành được 4 huy chương vàng trong khi Thái Lan giành được 3 huy chương vàng. Chủ nhà Singapore chỉ có 2 tấm huy chương đồng.

## Bảng huy chương
| Hạng               | Đoàn               | Vàng | Bạc | Đồng | Tổng số |
| ------------------ | ------------------ | ---- | --- | ---- | ------- |
| 1                  | Malaysia           | 4    | 4   | 1    | 9       |
| 2                  | Thái Lan           | 3    | 3   | 4    | 10      |
| 3                  | Singapore          | 0    | 0   | 2    | 2       |
| Tổng số (3 đơn vị) | Tổng số (3 đơn vị) | 7    | 7   | 7    | 21      |

## Tóm tắt kết quả
| Nội dung     | Vàng | Bạc                                                                                     | Đồng |
| ------------ | --- | --------------------------------------------------------------------------------------- | --- |
| Đơn nam      | Punch Gunalan · Malaysia                                                                                         | Tan Aik Mong · Malaysia                                                                 | Bandid Jaiyen · Thái Lan                                                                                          |
| Đơn nữ       | Sylvia Ng · Malaysia                                                                                             | Rosalind Singha Ang · Malaysia                                                          | Thongkam Kingmanee · Thái Lan                                                                                     |
|              | |                                                                                         | |
| Đôi nam      | Bandid Jaiyen · Sangob Rattanusorn · Thái Lan                                                                    | Dominic Soong · Punch Gunalan · Malaysia                                                | Chirasak Champakao · Pornchai Sakuntaniyom · Thái Lan                                                             |
| Đôi nữ       | Rosalind Singha Ang · Sylvia Ng · Malaysia                                                                       | Thongkam Kingmanee · Sirisriro Patama · Thái Lan                                        | Sumol Chanklum · Pachara Pattabongse · Thái Lan                                                                   |
| Đôi nam nữ   | Chirasak Champakao · Pachara Pattabongse · Thái Lan                                                              | Pornchai Sakuntaniyom · Thongkam Kingmanee · Thái Lan                                   | Punch Gunalan · Sylvia Ng · Malaysia                                                                              |
|              | |                                                                                         | |
| Đồng đội nam | Thái Lan · Chirasak Champakao · Bandid Jaiyen · Sangob Rattanusorn · Pornchai Sakuntaniyom · Chaisak Thongdejsri | Malaysia · Punch Gunalan · Moo Foot Lian · Dominic Soong · Tan Aik Mong                 | Singapore · Ahmad Abu Bakar Baghrib · Chan Kong Ming · Lee Ah Ngo · Ng Chor Yau · Tan Ban Chew · Tan Khee Wee     |
| Đồng đội nữ  | Malaysia · Rosalind Singha Ang · Sylvia Ng · Sylvia Tan · Katherine Teh                                          | Thái Lan · Sumol Chanklum · Thongkam Kingmanee · Sirisriro Patama · Pachara Pattabongse | Singapore · Cindy Cheong · Juliana Lee · Lee Ah Ngo · Leong Kay Peng · Leong Kay Sine · Lim Choo Eng · Peh Ah Bee |